# Alex Steele
Alexa Rose "Alex" Steele (nació el 3 de julio de 1995) es una actriz canadiense, conocida por interpretar a Tori Santamaria/Angela Jeremiah en la serie Degrassi.

## Vida privada
Alex tiene una hermana mayor llamada Cassie Steele que también es actriz. Es fan de Justin Bieber.

## Filmografía
Películas
| Año  | Título                                    | Papel   | Notas            |
| ---- | ----------------------------------------- | ------- | ---------------- |
| 2006 | Molly: An American Girl on the Home Front | Jane    | Papel Secundario |
| 2014 | The Choking Game                          | Nina    | Papel Principal  |
| 2015 | Wildflower                                | Rebecca | Papel Principal  |

Series
| Año       | Título                        | Papel                           | Notas            |
| --------- | ----------------------------- | ------------------------------- | ---------------- |
| 2001-2013 | Degrassi: The Next Generation | Tori Santamaria/Angela Jeremiah | Papel Recurrente |